# 農林高校前駅
農林高校前駅（のうりんこうこうまええき）は、山梨県甲斐市（当時は中巨摩郡竜王町）西八幡にあった山梨交通電車線の駅である。

## 概要
玉幡駅から南西に走り、釜無川へ向けて向きを変える手前にあった駅で、単式1面1線の駅であった。駅名の「農林高校」は駅の南にある県立農林高校による。
開業時には存在しなかった駅であるが、実は「仮駅」としては存在した。現在県立農林高校となっている場所には昭和初期に「玉幡競馬場」（甲府競馬場とも称する）という競馬場があり、山梨県競馬会の主催で年2回競馬が行われていた。会社側では会期のたびに「玉幡仮停留場」の名前で数日間のみ仮駅を開設していた。その仮駅を格上げし1937年（昭和12年）に常設化したのが当駅で、最初の駅名はずばり「競馬場前」であった。
しかし玉幡競馬場はこの時期には既に閉鎖となっており、跡地は「玉幡飛行場」という陸軍の飛行場となっていた。このため駅も「飛行場前」と改称したが、今度は軍施設が明らかになる駅名が引っかかって「釜無川」と改称。最終的に「農林高校前」に落ち着いたのは、県立農林高校が甲府空襲によって校舎を焼失、1946年（昭和21年）に現在地にあった旧飛行学校に移転した後、1951年（昭和26年）のことであった。なお「飛行場前」への改称年月日は不明。
竜王町（現在の甲斐市）最後の駅で、次の今諏訪駅からは白根町（現在の南アルプス市）となる。
この先で、釜無川を北側を並行して来た県道の「開国橋」の横に専用橋梁をかける形で渡っていた。この「釜無川橋梁」は延長459.6メートルにもなり、沿線随一の絶景地であるとともに撮影地でもあった。なお県道の橋にちなみ当線の橋梁をも「開国橋」と呼ぶことがある。

## 歴史
- 1937年（昭和12年）6月21日：仮駅を常設駅化し競馬場前駅として開業。のちに飛行場前駅に改称。
- 1941年（昭和16年）：釜無川駅に改称。軍施設が明らかになる駅名を回避するための処置。
- 1951年（昭和26年）3月20日：農林高校前駅に改称。
- 1962年（昭和37年）7月1日：路線廃止により廃駅。

## 廃線後の状況
専用軌道の跡地である道路「廃軌道」上に跡が存在する。道が県立農林高校の敷地に突き当たる直前に位置するが、周囲に目標物はなく、自動車整備工場やラーメン屋がある程度で分かりづらい。
ここから先、「廃軌道」はバイパス道の「アルプス通り」に合流して釜無川を渡る。釜無川橋梁は山梨交通電車線廃線後歩道橋に転用され、1968年（昭和43年）に開国橋に併合された。その後開国橋が架けかえられたため、現在では鉄道橋であった姿を見ることはできない。

## 隣の駅
山梨交通
電車線
玉幡駅 - 農林高校前駅 - 今諏訪駅